# 琿春副都統
珲春副都统是清朝在今吉林省珲春市设立的正二品副都统官职。隶属吉林将军。

## 历史
康熙五十三年（1714年），于珲春设协领一员，属宁古塔副都统。咸丰九年（1859年），因边务事繁，珲春协领加副都统衔。
因伊犁交涉导致边务紧张，光绪七年（1881年）设立珲春副都统衙门，调呼兰副都统依克唐阿为首任珲春副都统。
宣统元年裁撤副都统，改设同治厅与吉林省东南兵备道。